# Peter Weigt
Peter Weigt (* 19. Dezember 1948) ist ein ehemaliger deutscher Langstreckenläufer.
Bei den Halleneuropameisterschaften wurde er über 3000 Meter 1975 in Kattowitz Fünfter und 1976 in München Sechster.
Bei den Crosslauf-Weltmeisterschaften kam er 1976 in Chepstow auf Platz 48 und 1978 in Glasgow auf Platz 103.
1976 wurde er Deutscher Vizemeister über 5000 und 10.000 Meter. In der Halle wurde über 3000 Meter 1975 und 1976 Deutscher Meister und 1977 Vizemeister.
1976 gewann er den Hochfellnberglauf.
Peter Weigt startete bis 1976 für den SV Stuttgarter Kickers, danach für das LAC Quelle Fürth.

## Persönliche Bestzeiten
- 3000 m: 7:42,4 min, 22. Juni 1977, Köln
  - Halle: 7:52,0 min, 7. Februar 1976, Dortmund
- 5000 m: 13:14,54 min, 5. Juli 1977, Stockholm
- 10.000 m: 28:24,79 min, 29. Mai 1977, Dortmund

| Personendaten    | Personendaten                |
| ---------------- | ---------------------------- |
| NAME             | Weigt, Peter                 |
| KURZBESCHREIBUNG | deutscher Langstreckenläufer |
| GEBURTSDATUM     | 19. Dezember 1948            |